# Браилив
Браѝлив (на украински: Браїлів) е селище от градски тип в западна Украйна, административен център на Браиливски селищен съвет в Жмерински район на Виницка област. Населението му е около 4600 души (2018).
Разположено е на 258 метра надморска височина в Подолското възвишение, на 28 километра югозападно от Виница и на 90 километра югоизточно от Хмелницки. Селището е основано в средата на XV век, а през XVI-XVII век е център на казашка сотня.

## Известни личности
Родени в Браилив
- Николай Малко (1883 – 1961), диригент